# 하스현

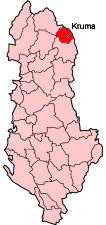
하스 현의 위치

하스현(알바니아어: Rrethi i Hasit)은 알바니아를 구성하는 36개 현 가운데 하나로, 현청 소재지는 크루머였으며 면적은 374km2, 인구는 21,000명(2004년 기준)이었다. 행정 구역상으로는 쿠커스 주에 속했다.

## 같이 보기
- 하스 - 쿠커스 주의 지방자치체